# Birdingbury
Birdingbury est un village et une paroisse civile du Warwickshire, en Angleterre. Administrativement, il dépend du borough de Rugby.
Le village est situé juste au sud de la rivière Leam et non loin de Draycote Water. Il est situé à peu près à mi-chemin entre Rugby et Leamington Spa, à environ 13 km de chacun. Selon le recensement de 2001, il comptait 327 habitants, passant à 362 au recensement de 2011, puis à 341 au recensement de 2021.

## Histoire
Le village a été enregistré dans le Domesday Book sous le nom de Derbinggerie. Il a été donné aux moines du Prieuré de Coventry par Leofric, comte de Mercie. Le village apparaît sous le nom de Birbury sur la carte de Christopher Saxton de 1637.
Birdingbury se compose aujourd'hui principalement de développements urbains datant du 20e siècle, mais Birdingbury Hall remonte au début du 17e siècle et a été reconstruit dans le style jacobéen du milieu à la fin du 19e siècle à la suite d'un incendie majeur, c'est un monument classé de grade II. L'actuelle église Saint-Léonard date de la fin du XVIIIe siècle, mais a été agrandie en 1873. Elle est également classée au grade II,.
Birdingbury avait autrefois une gare ferroviaire, à environ un mile au nord du centre du village, mise en service en 1851 et fermée en 1959, sur l'ancienne ligne Rugby à Leamington Spa, qui a été en partie convertie en piste cyclable dans le cadre du National Réseau cyclable.
Il a été annoncé en mars 2021 que les améliorations de la piste cyclable de la ligne Lias, passant par Birdingbury sous le nom de piste cyclable 41, devaient commencer à la mi-2021 et s'achever d'ici l'été 2022.

## Galerie

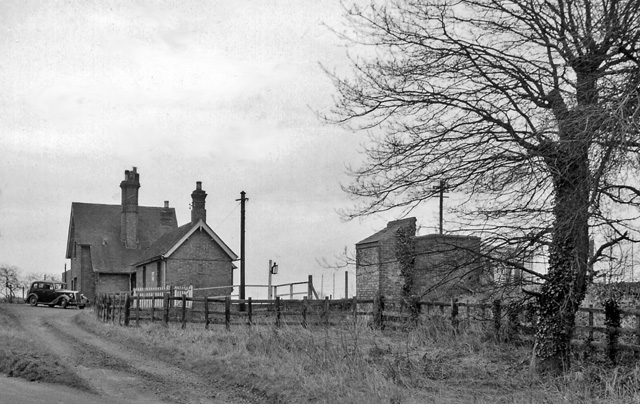
Gare de Bindingbury en 1962.
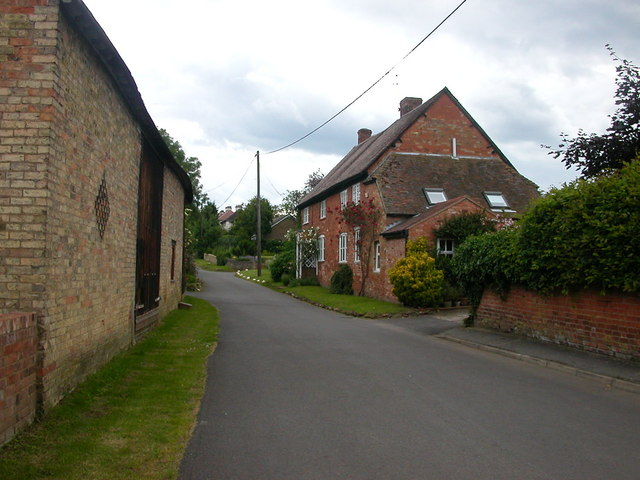
Bakk lane.
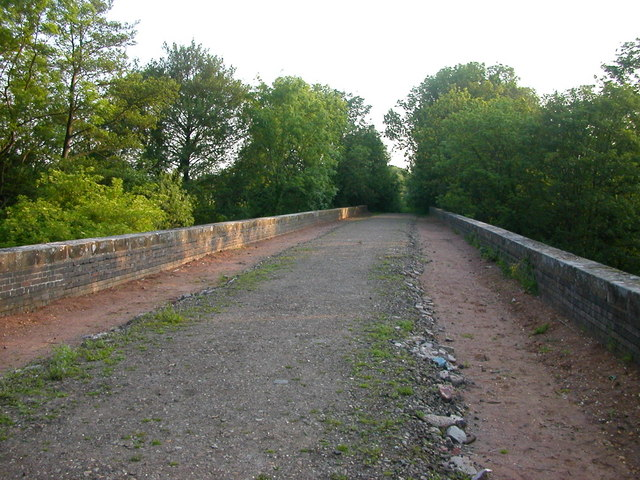
Birdingbury Bridge.